# Fischereihafen Cuxhaven

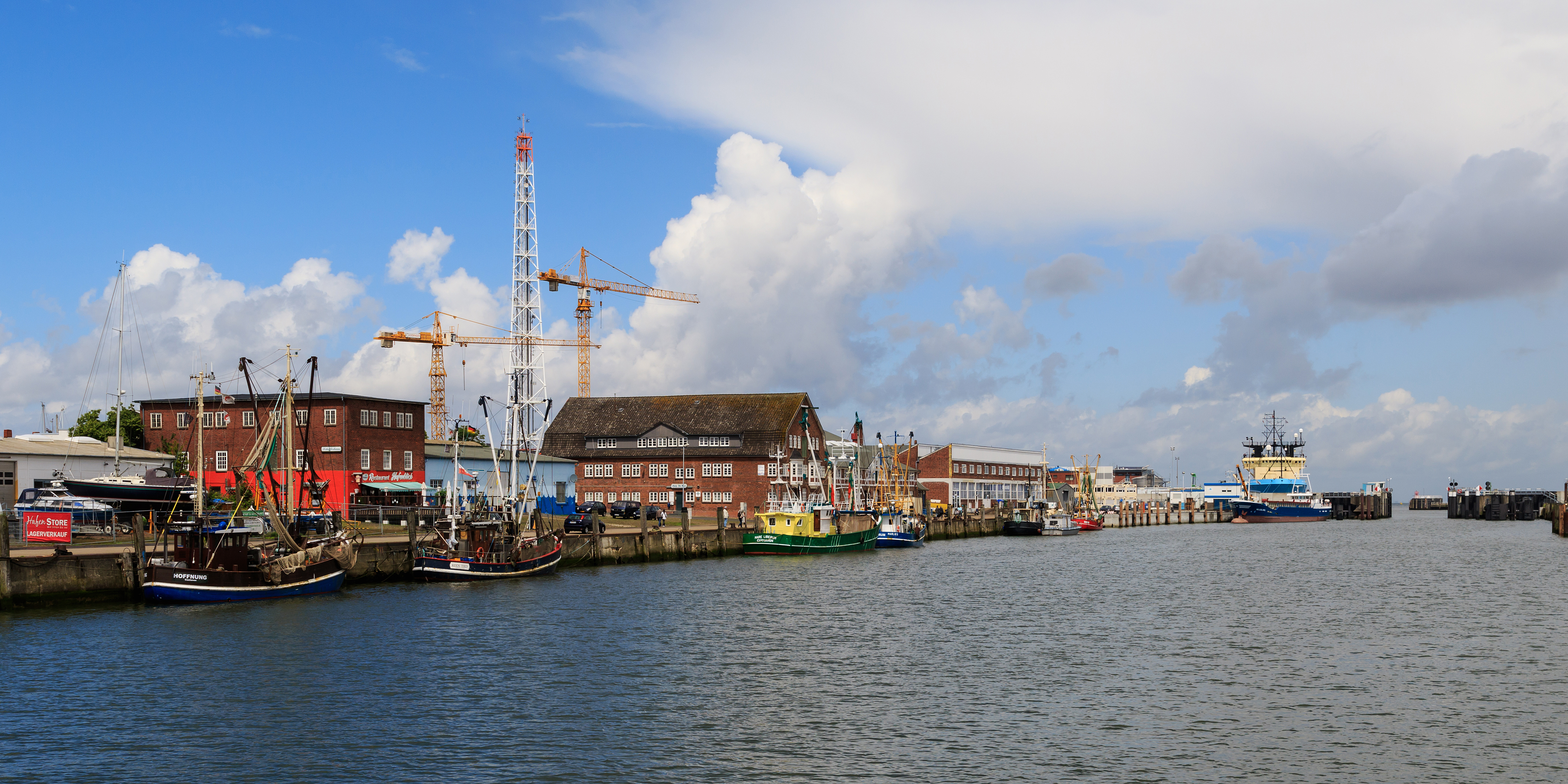
Fischereihafen beim Fischmarkt

Der Fischereihafen Cuxhaven in Cuxhaven entstand ab 1908. Er zählt zu den größten Fischereihäfen Deutschlands.
Der Alte Hafen und die drei Hallen IV, V und VI stehen unter niedersächsischem Denkmalschutz und sind in der Liste der Baudenkmale in Cuxhaven enthalten.

## Geschichte

### Bis 1918
Alter Fischereihafen
Ein Wirtschaftsschwerpunkt in Cuxhaven war und ist die Fischerei und die Fischindustrie. 1816 liefen Cuxhaven 18 in Blankenese beheimatete Ewer (Segelschiffe mit Plattboden und einem oder zwei Masten) an. Der Hamburger Senat beschloss für Cuxhaven nördlich der Fährstraße den Bau eines kleinen Fischereihafens mit einer hölzernen Einfassung und einer Größe von etwa 220 m × 140 m sowie einer Ausfahrt zur Elbe. Den Hafen liefen 1892 die ersten Fischdampfer an und die angelandeten Fische wurden zunächst in einer kleinen hölzernen Versteigerungshalle veräußert. Der Hafen diente bald darauf nur noch als Schutzhafen.
Um 1906/07 beschloss Hamburg der Bau des Alten Fischereihafens mit festen Kaimauern, der Hafen ging 1907 in Betrieb. 1906 beauftragte Hamburg Friedrich Duge auch mit einem Gutachten über einen Seefischmarkt in Cuxhaven. 1907 entstand nach Plänen von Duge der Seefischmarkt, der u. a. von Hans Lübbert gegründet wurde. Duge war bis 1919 dort Fischerei-Inspektor. Die Hallen I und II entstanden. 1908 fand die erste Auktion auf dem Seefischmarkt statt, nachdem die Reederei Cuxhavener Hochseefischerei AG mit 13 Fischdampfern ihre Waren anlandeten, das waren 1908 rund 3500 Tonnen Fisch. 1908 gründete der Kaufmann und Reeder Diedrich Hahn die bis 2000 bestehende Seefischhandlung Hussmann & Hahn im Fischereihafen.
Die Hafenanlagen wurden danach immer weiter vergrößert, 1910 durch die Halle II, 1912 kamen das Steubenhöft und 1914 der Amerikahafen. Im Ersten Weltkrieg war der Hafenbetrieb sehr stark rückläufig.

### 1918 bis 1990
Nach dem Ersten Weltkrieg wurde der Hafenbetrieb 1918/19 zügig wieder aufgenommen. Der Hafen erweiterte sich von 1919 bis 1923. Es entstanden auf der östlichen Hafenseite :
- das auf 650 Meter nach Süden vergrößerte Hafenbecken mit den Betonkaimauern der drei Kaianlagen Nordsee-, Duge- und Meinkenkai,[2]
- 1920/21 die drei zweigeschossigen Hallen mit flachen Satteldächern, rundbogigen Toren im EG und Ladeluken im OG sowie mit den Auktions- und Packhallen als
  - Fischhalle IV, nach Großbrand 1991 wieder aufgebaut,[3]
  - Fischhalle V mit dem viergeschossigen Torbau mit Durchfahrt,[4]
  - Fischhalle VI.[5]

Dahinter schlossen sich der Bereich der Verarbeiter, Zulieferer und Großhändler sowie der Versandbahnhof an. Auf der anderen Seite kamen am Ausrüsterkai die inzwischen sanierte Netzhalle und das Eiswerk. 1935 eröffnet der neue Fischversandbahnhof. Anfang der 1930er Jahre wurden jährlich rund 100.000 Tonnen Fisch angelandet. Das Straßennetz über den Schleusenpriel zwischen Deich- und Fährstraße verband eine Drehbrücke, welche 1955 durch die denkmalgeschützte Klappbrücke ersetzt wurde. Cuxhaven wurde 1937 mit dem Groß-Hamburg-Gesetz an die preußische Provinz Hannover angegliedert.
Neuer Fischereihafen
Ab 1938/39 wurde unterhalb des benachbarten Auswandererhafens mit dem Bau des Neuen Fischereihafens begonnen. Kriegsbedingt mussten die Ausbaupläne gestoppt werden. Die Marine nutzte den Hafen, Fischdampfer wurden zu Vorpostenbooten und es war nur die Küstenfischerei möglich.
Nach dem Zweiten Weltkrieg konnte die Hochseefischerei langsam wieder aufgenommen werden und Cuxhaven hatte einen Anfangsvorteil, da der Fischereihafen Bremerhaven und der Hafen in Hamburg schwer zerstört waren. In den 1950er Jahren gab es 72 Seefisch- und Heringsgroßhandlungen und in den Häfen entstand Arbeit für 7000 Menschen. Seit den 1970er Jahren wurde der Fischfang durch Fangquoten im internationalen Recht beschränkt; die Fischwirtschaft in Cuxhaven verlor an Bedeutung.
In den 1950er Jahren erfolgte der weitere Bau und später der Ausbau des Neuen Fischereihafens. Der Alte Hafen verlor zunehmend an Bedeutung. Der westliche Nordseekai wurde in den 1960er Jahren erneuert. Es wurden Verladerampen mit Gleisanschluss für Fahrzeugtransporte mit der Bahn geschaffen.
1969 regelten im Cuxhaven-Vertrag die Länder Niedersachsen und Hamburg durch den Staatsvertrag den Tausch von Gebieten: Cuxhaven erhielt Hafengebiete und  Hamburg das Wattgebiet um Neuwerk.

### Seit 1990

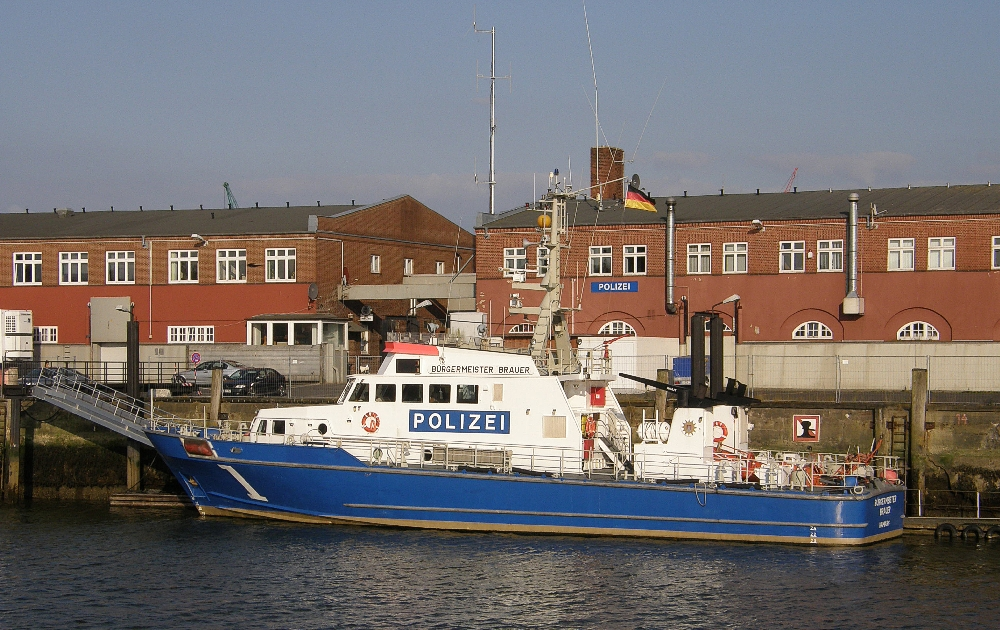
Bürgermeister Brauer, Boot der Polizei

Seit 2007 ist am Meinkenkai die Wasserschutzpolizei beheimatet.
Der südliche Dugekai und der östliche Meinkenkai mussten um 2007 und 2011 teilweise wegen vermeintlicher Einsturzgefahr gesperrt werden, was zu Bürgerprotesten führte. 2012 konnten die Absperrmaßnahmen wieder entfernt werden.
Der Alte Fischereihafen wurde Anfang 2017 vom niedersächsischen Hafenbetreiber Niedersachsen Ports an die Cuxhavener Plambeck Holding verkauft. Am Nordseekai werden weiterhin 400 m Kaianlagen mit Strom versorgt und die Krabbenkutter dürfen am Kai anlegen. Dieser Hafenbereich soll für touristische und gastronomische Zwecke genutzt und ausgebaut werden; neue Hotels werden geplant (2020) und gewerbliche Bauten sind vorgesehen. Auch am neuen Fischereihafen haben sich viele Geschäfte und Restaurants angesiedelt.
Bis heute hat sich Cuxhaven neben Bremerhaven mit seinem Neuen Fischereihafen als bedeutender Fischereistandort in Deutschland gehalten. Trotz des Rückgangs der Fischerei sind 35 Fischverarbeitungsbetriebe mit ca. 1000 Beschäftigten in Cuxhaven beheimatet (2019).

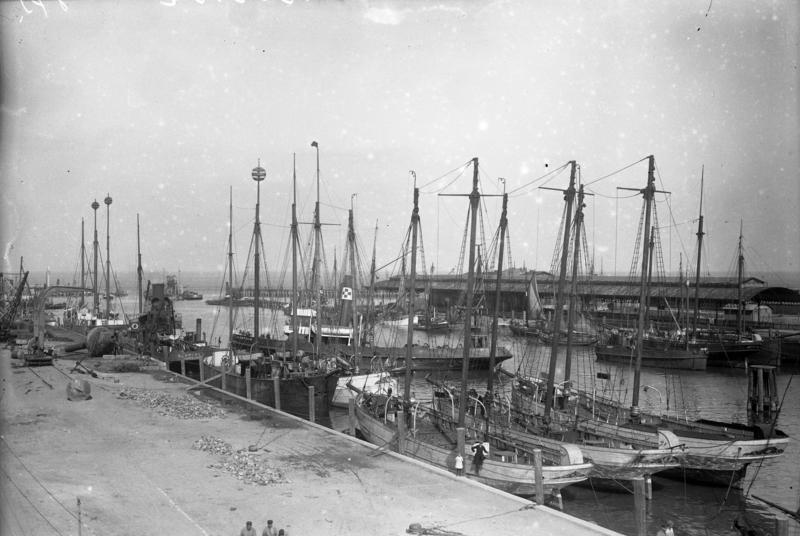
Schiffe im Hafen, 1928
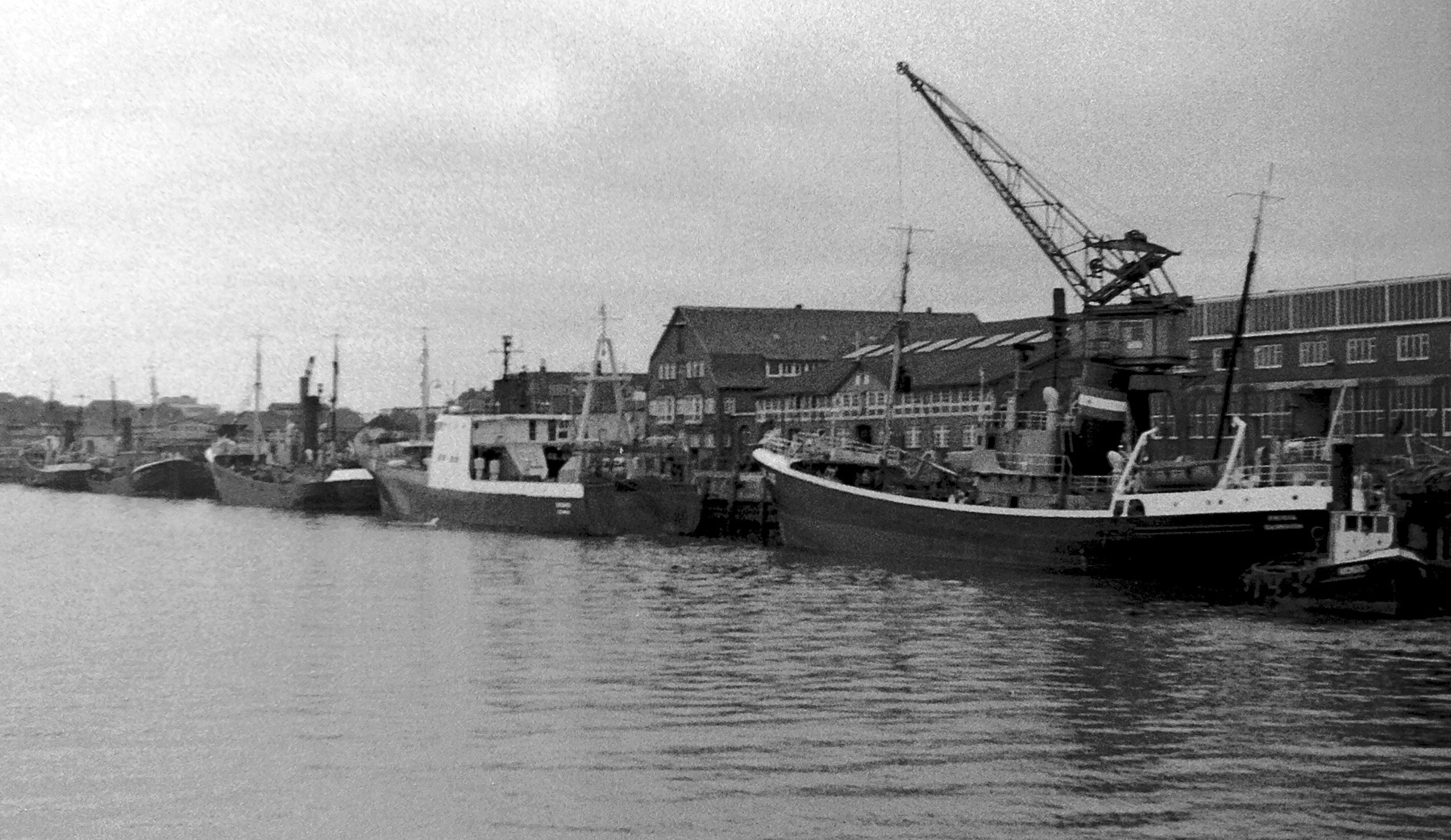
Fischereihafen mit Seiten- und Heckfängern 1965
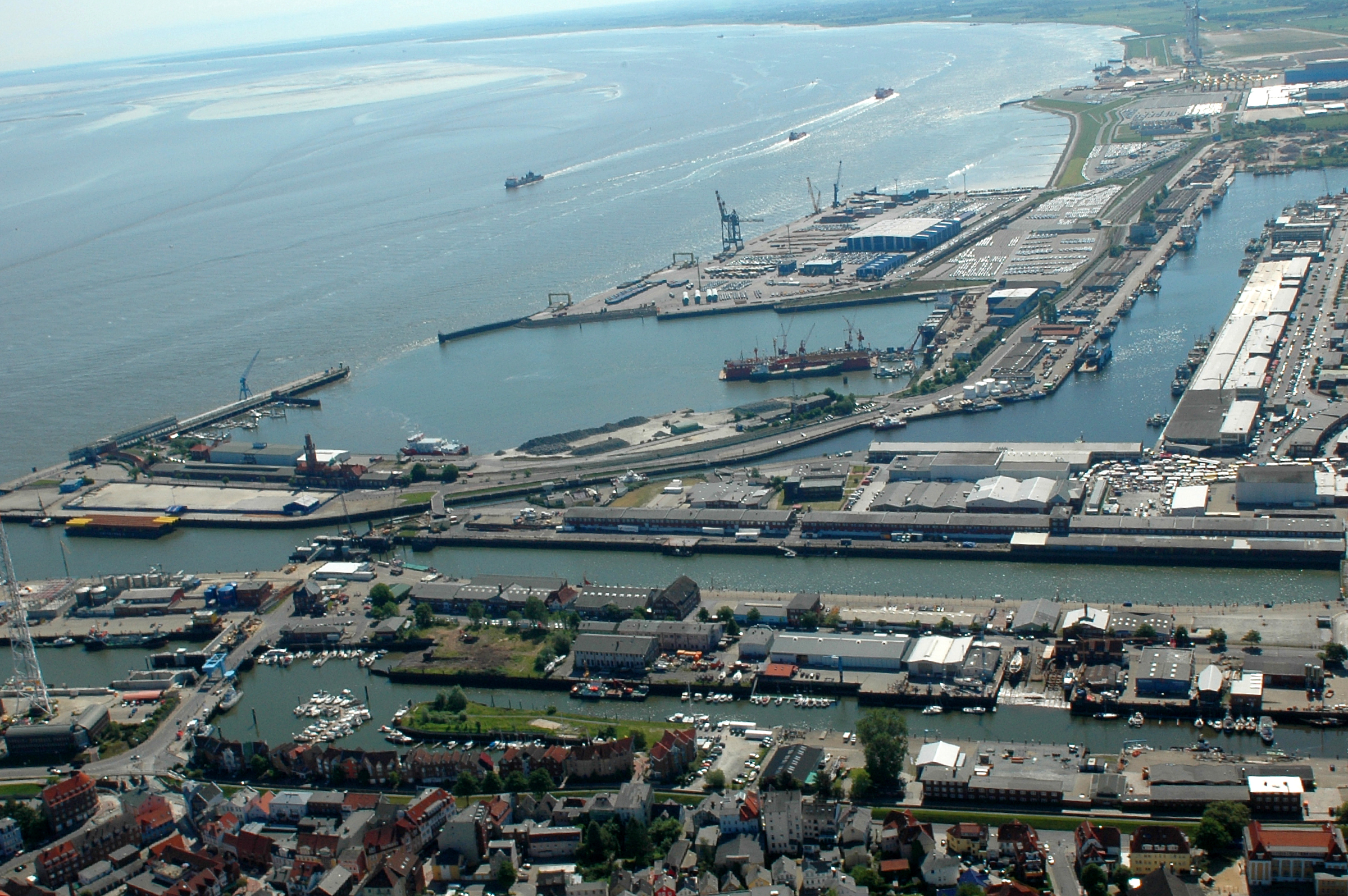
Luftbild der Hafenanlagen mit Amerikahafen, Neuem und Altem Fischereihafen, City-Marina und Schleusenpriel
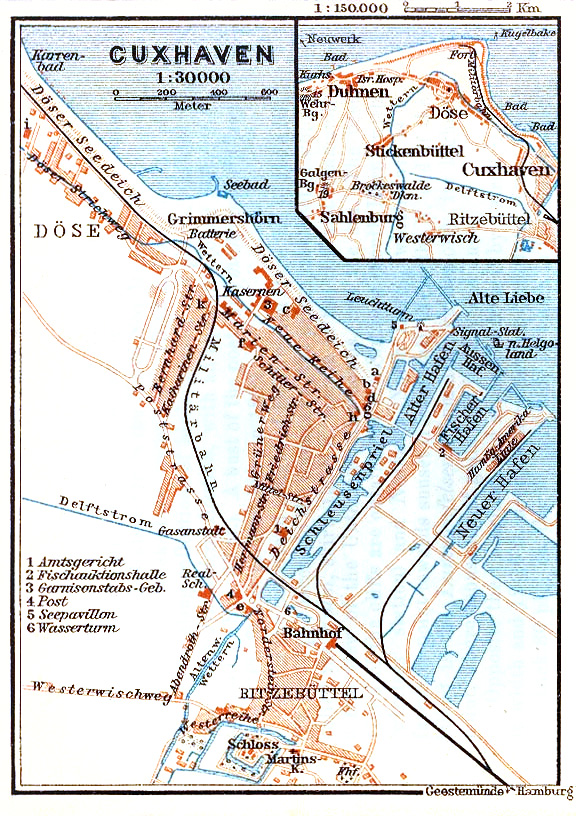
Hafen um 1910
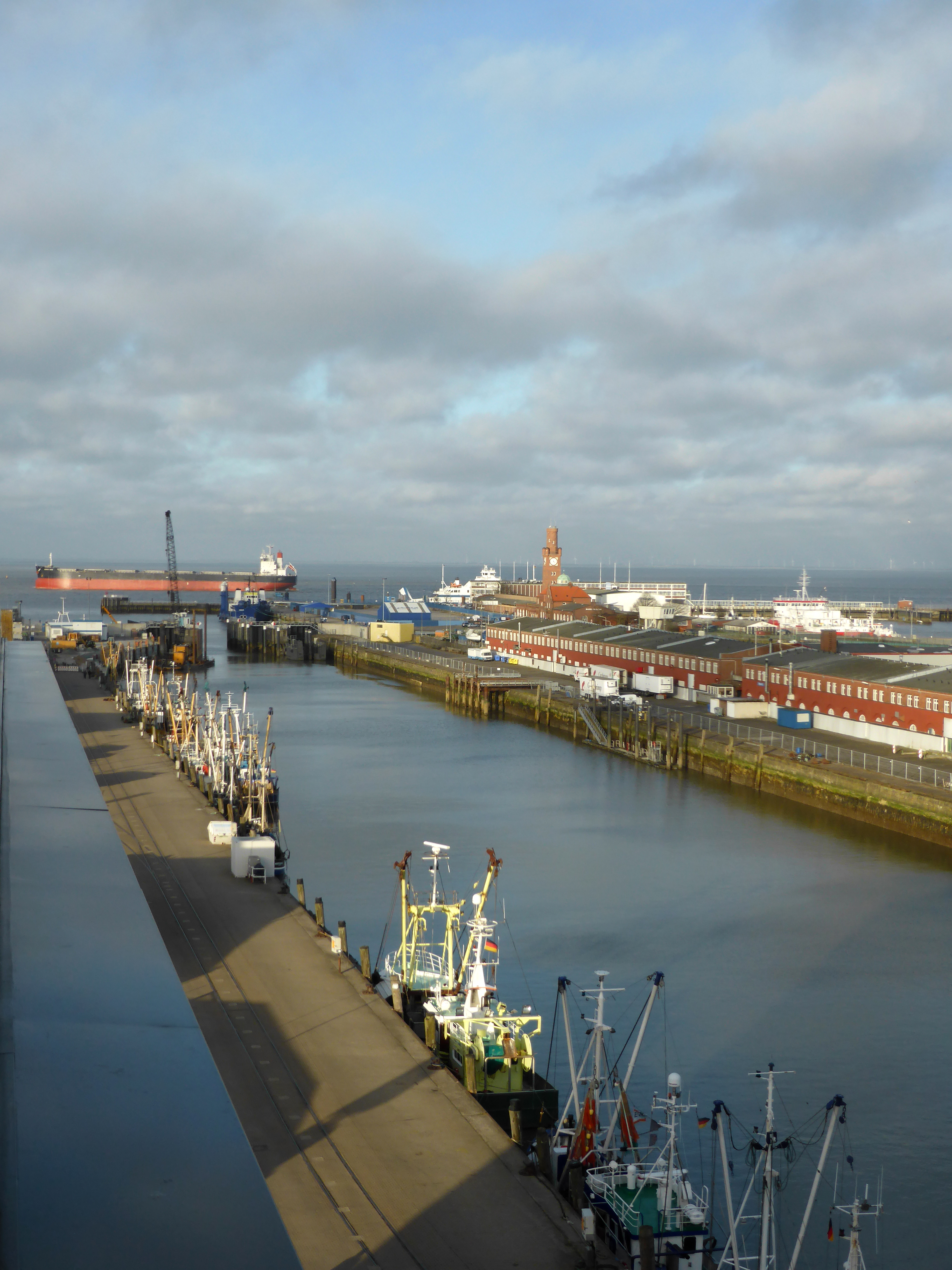
Kutterhafen
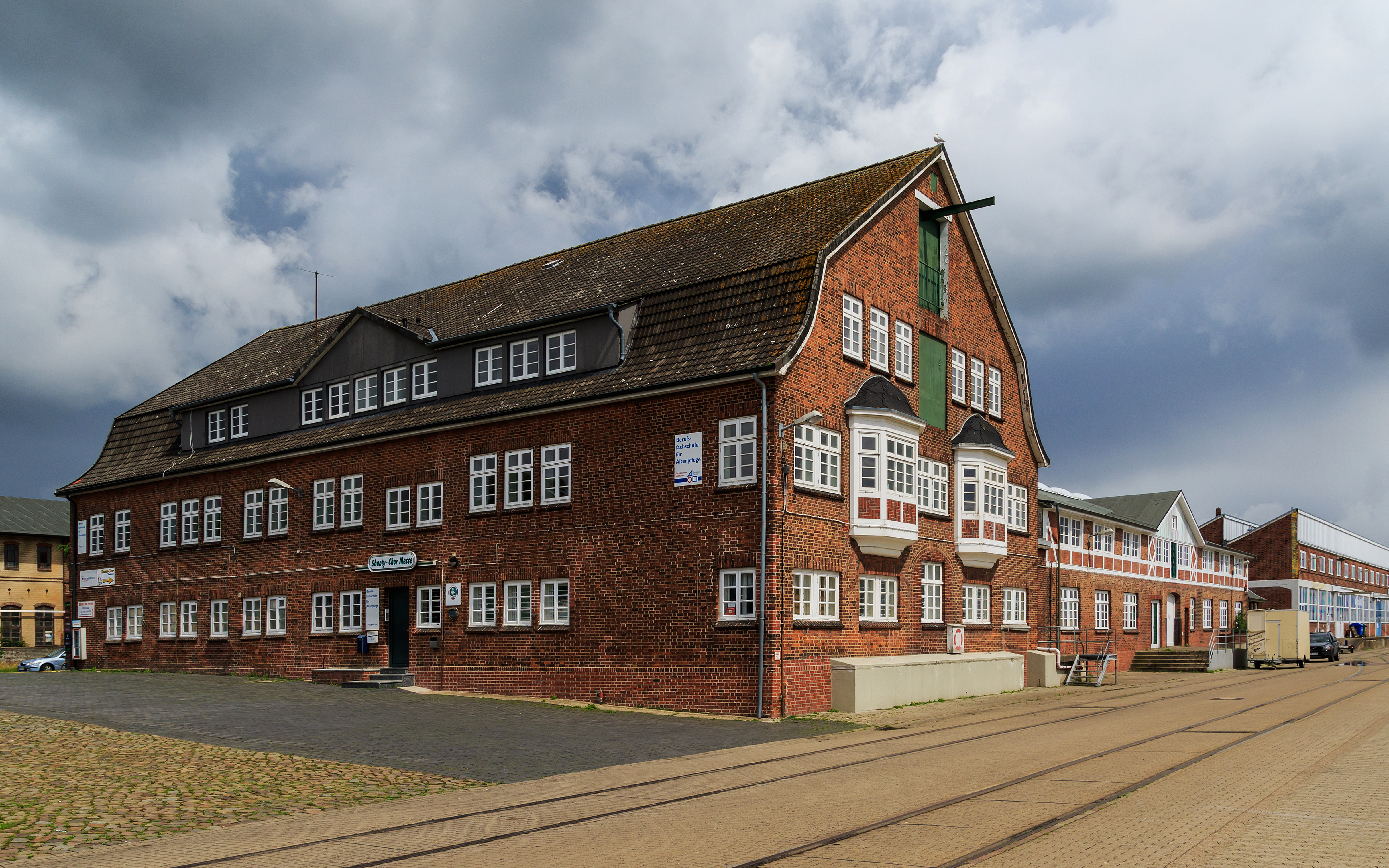
Verwaltungsgebäude, dahinter die ehem. Netzhalle
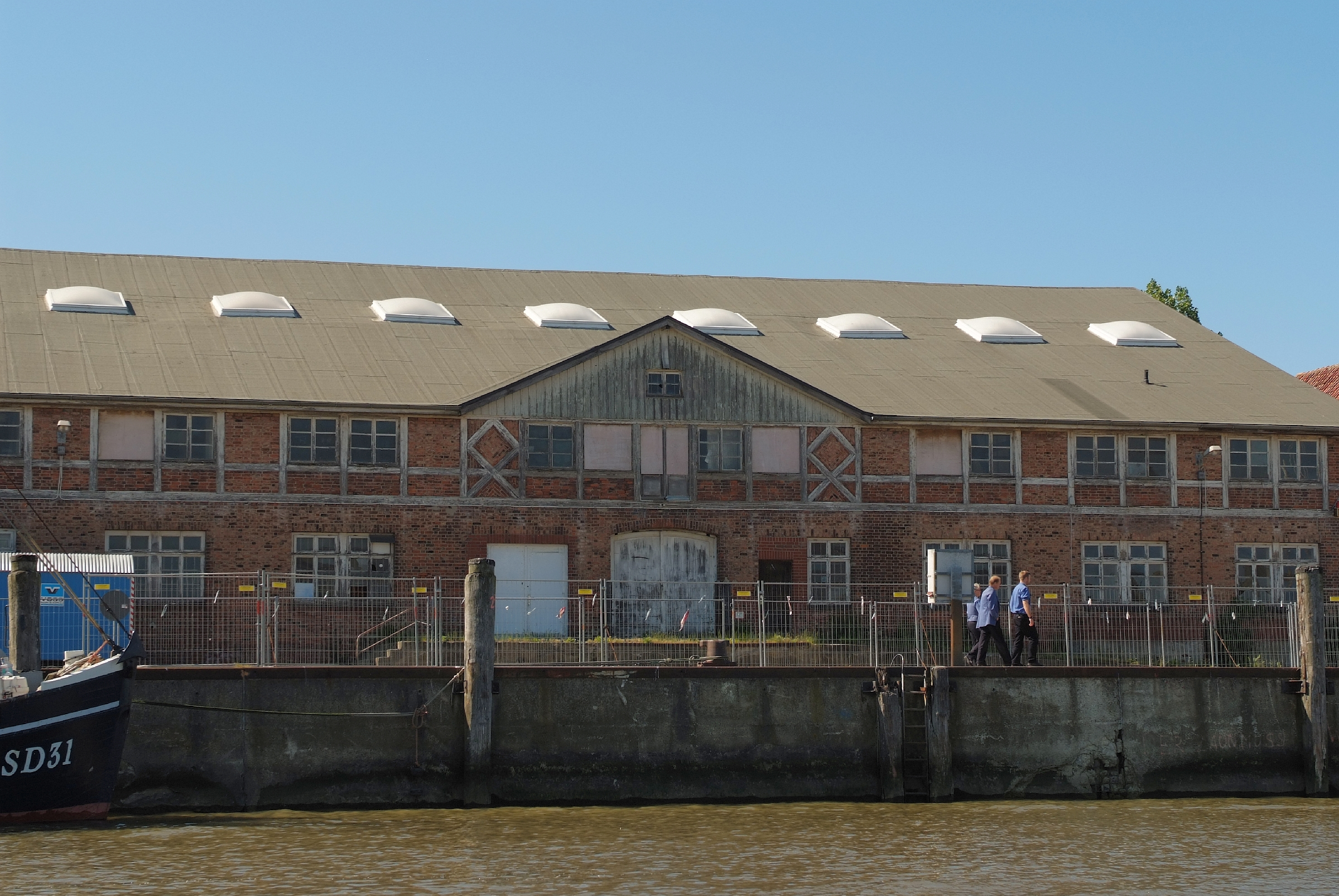
Netzhalle am Alten Fischereihafen
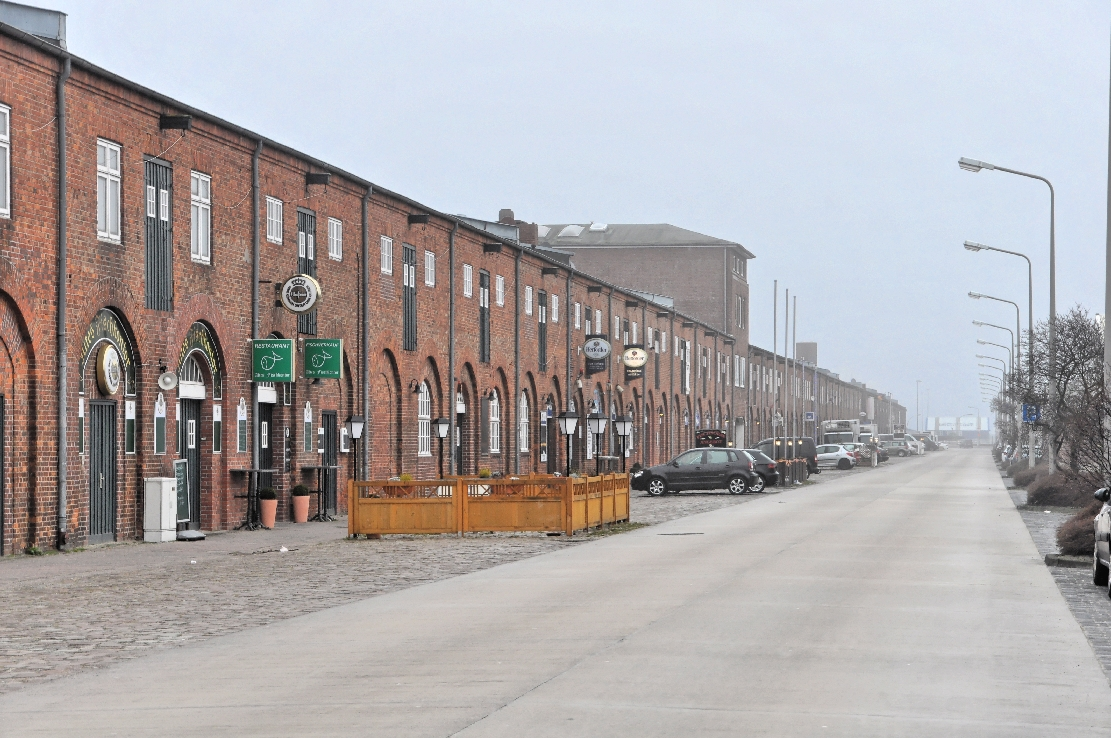
Frühere Fischhallen

## Hallen und Bahnhöfe
Es gab folgende zweigeschossige Fischhallen, die heute zumeist von um die 40 Betriebe genutzt werden
- Halle I von 1907 am Lübbertkai mit dem Verwaltungsgebäude der Fischerei-Inspektion
- Halle II von 1907 am Lübbertkai.
- Halle III von 1910 am Meinkenka
- Halle IV von 1922 am Meinkenkai
- Halle V von 1922 am Meinkenkai
- Halle VI von 1922 am Meinkenkai
- Halle VII von 193? an der Ohlroggestraße, nicht direkt am Wasser
- Halle VIII zwischen Schröderstraße und Ohlroggestraße, nicht direkt am Wasser
- Halle X von 1955 an der Niedersachsenstraße am Neuen Fischereihafen ist dreigeschossig.[6]
- Netzhalle von 1920 und Verwaltungsgebäude (heute  Nordsee-Reederei) am Nordseekai: Die Gebäude Kapitän-Alexander-Straße 34–40 stehen unter Denkmalschutz.
- Heringshalle am Neuen Fischereihafen von 1949 mit einer Kapazität von 30.000 Fass; seit 1955 Nutzung durch die Firma Hußmann & Hahn

Für den schnellen Versand von Frischfisch gab es die Fischversandbahnhöfe von
- 1908 mit einer  Versandhalle (10 × 58 m) an der Hafenstraße östlich der Hallen III und IV mit der Erweiterung von 1913, Umbau ab 1935 zu einer Heringssalzerei
- 1935 mit fünf doppelgleisigen Laderampen; über 100 Eisenbahnwagons wurden dort täglich beladen. In den 1950er Jahren hatte der Bahnhof seine höchste Auslastung, danach stagnierte die Fischindustrie sehr stark. 1979 fand verstärkt auch Stückgutumschlag statt. 1998, mit der Fertigstellung des neuen Mehrzweckterminals am Amerikahafen, wurde der Fischversandbahnhof außer Betrieb genommen. Das Hauptgebäude nebst Verwaltungsanbau steht heute unter Denkmalschutz.

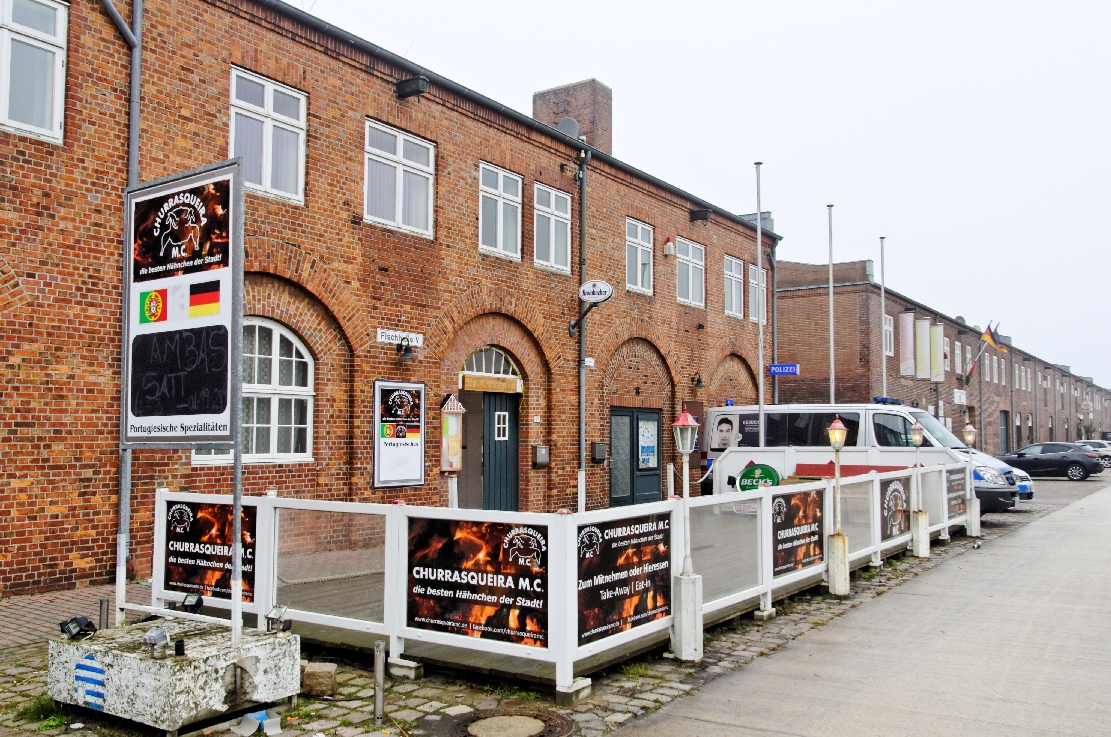
Fischhallen IV, V, VI
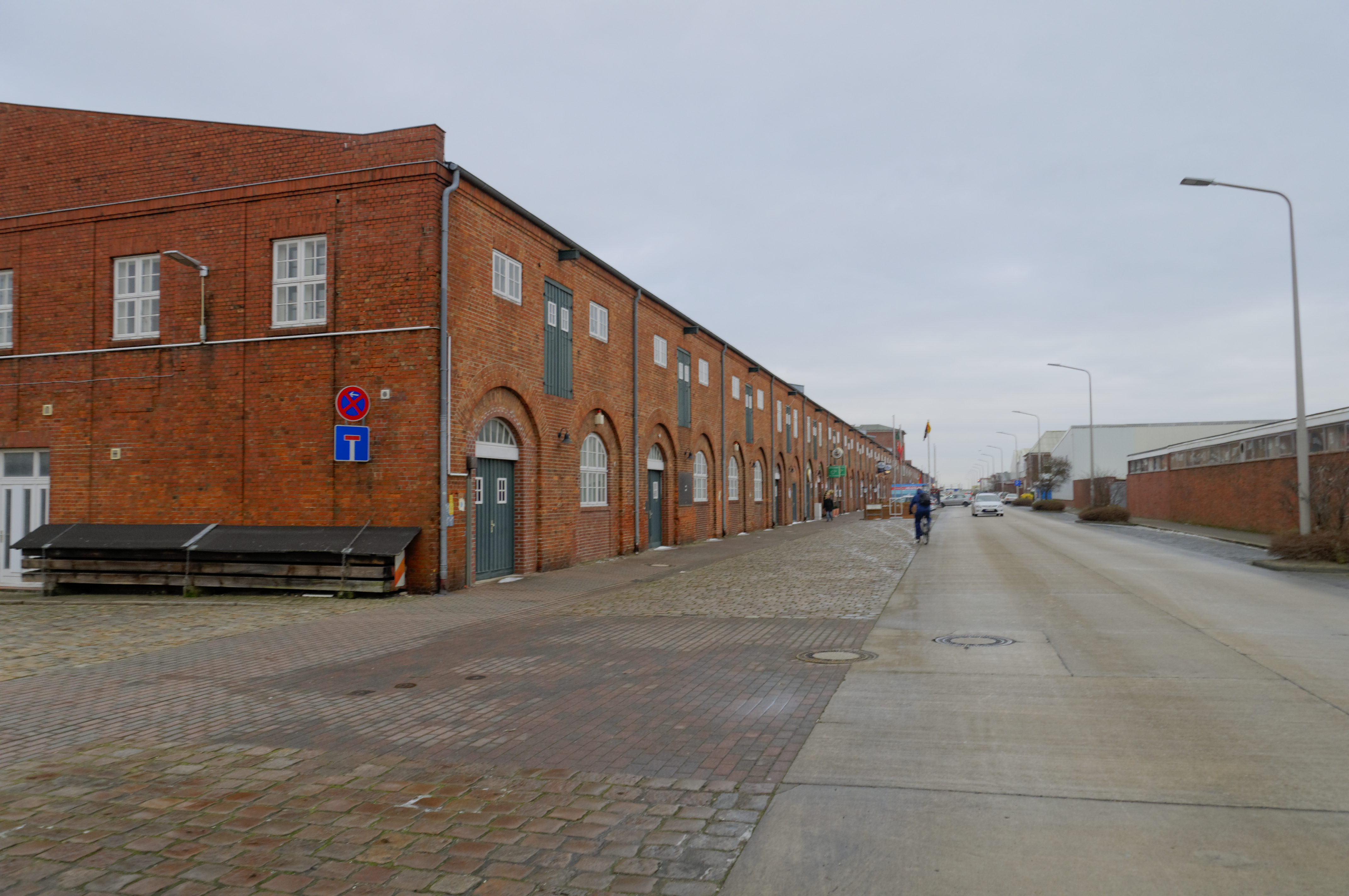
Frühere Fischhallen
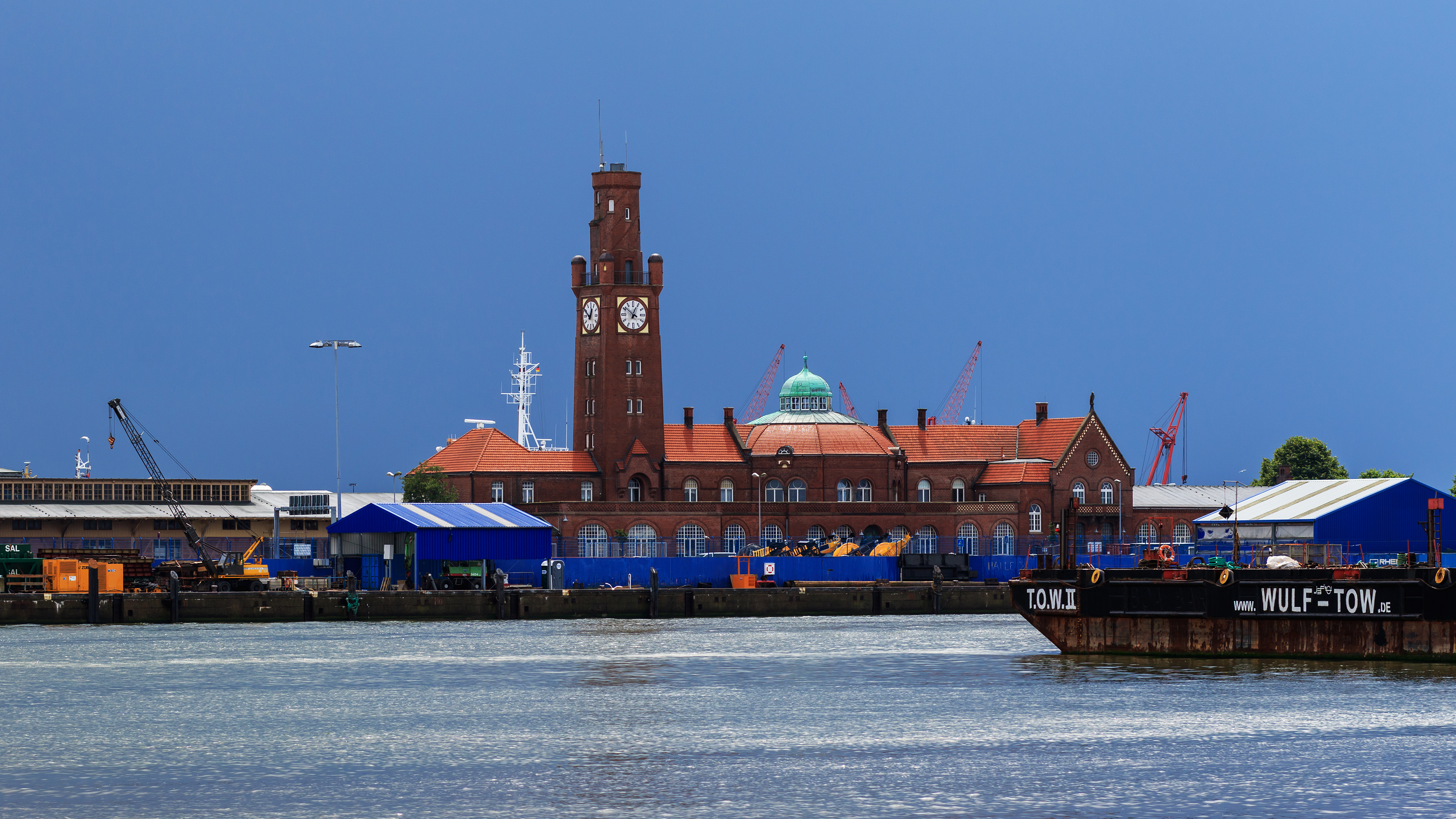
Hapag-Hallen als Passagierterminal

## Größere Betriebe und Werften
- Mützelfeldtwerft von 1802 am Schleusenpriel, seit 2013 in der Heinrich Rönner Gruppe
- Eggers Werft von 1816 bis 1889 an der Ostseite des Schleusenpriels
- Nordsee, ehemals Nordsee Fischspezialitäten GmbH, 1896 als Deutsche Dampffischereigesellschaft „Nordsee“. in Bremen gegründet, 1935 die Deutsche Hochseefischerei Bremen-Cuxhaven AG
  - Die Cuxhavener Fischerei AG, 1907 gegründet von Hans Lübbert und Albert Ballin, ging 1935 in der Nordsee auf.
- Hussmann & Hahn, Fischgroßhandels- und Fischverarbeitungsbetrieb von 1908 bis 2000
- Kutterfisch, seit 1964 Fischfang, Fischverarbeitung und Fischvermarktung
- Beckmannwerft von 1920 bis 1981 am Südende des Ewerhafens
- Böhmewerft von 1938 bis 1979 an der Ostseite des Neuen Fischereihafens
- Mews-Werft von 1945 bis 1978 an der Ostseite des Neuen Fischereihafen
- Döscher-Werft von 1945 bis 1964 oder 1969 an der Ostseite des Neuen Fischereihafens
- Deutsche Fischfang Union GmbH & Co. KG, die von Cuxhaven aus die beiden Trawler „Cuxhaven“ und „Berlin“ einsetzt

## Sonstiges

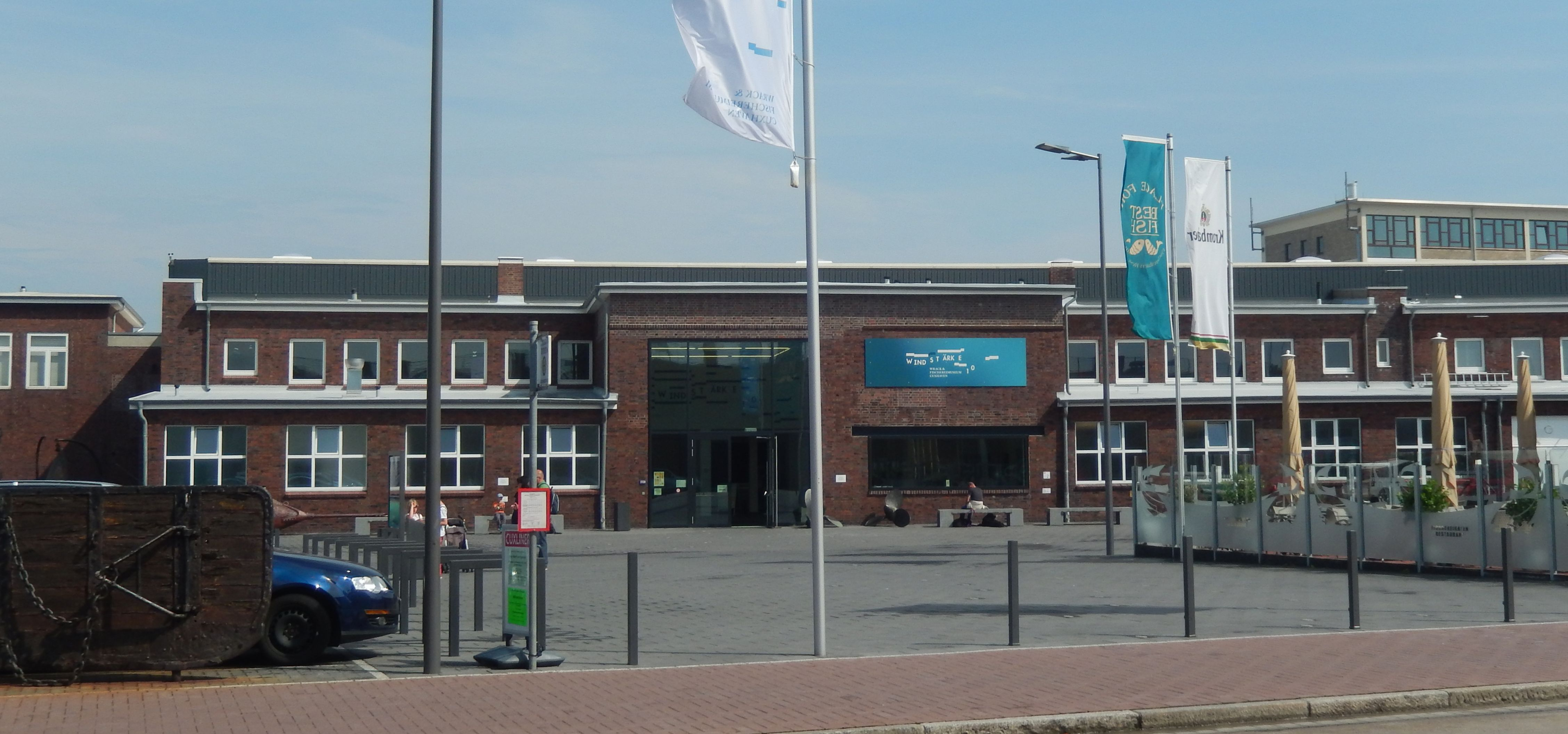
Windstärke 10 – Wrack- und Fischereimuseum

Das städtische Windstärke 10 – Wrack- und Fischereimuseum Cuxhaven befindet sich im historischen Umfeld des Fischumschlags des Fischereihafens. Auf ca. 4000 m² Gesamtfläche werden die Herausforderungen und Gefahren der Seefahrt sowie das Leben und die Arbeit an Bord von Fischereifahrzeugen gezeigt.
Als regelmäßige Veranstaltung finden die Cuxhavener Hafentage – Alter Fischereihafen statt.
Das Fischen per Angel ist an einigen Stellen im Cuxhavener Hafen möglich.